# Amaia Montero

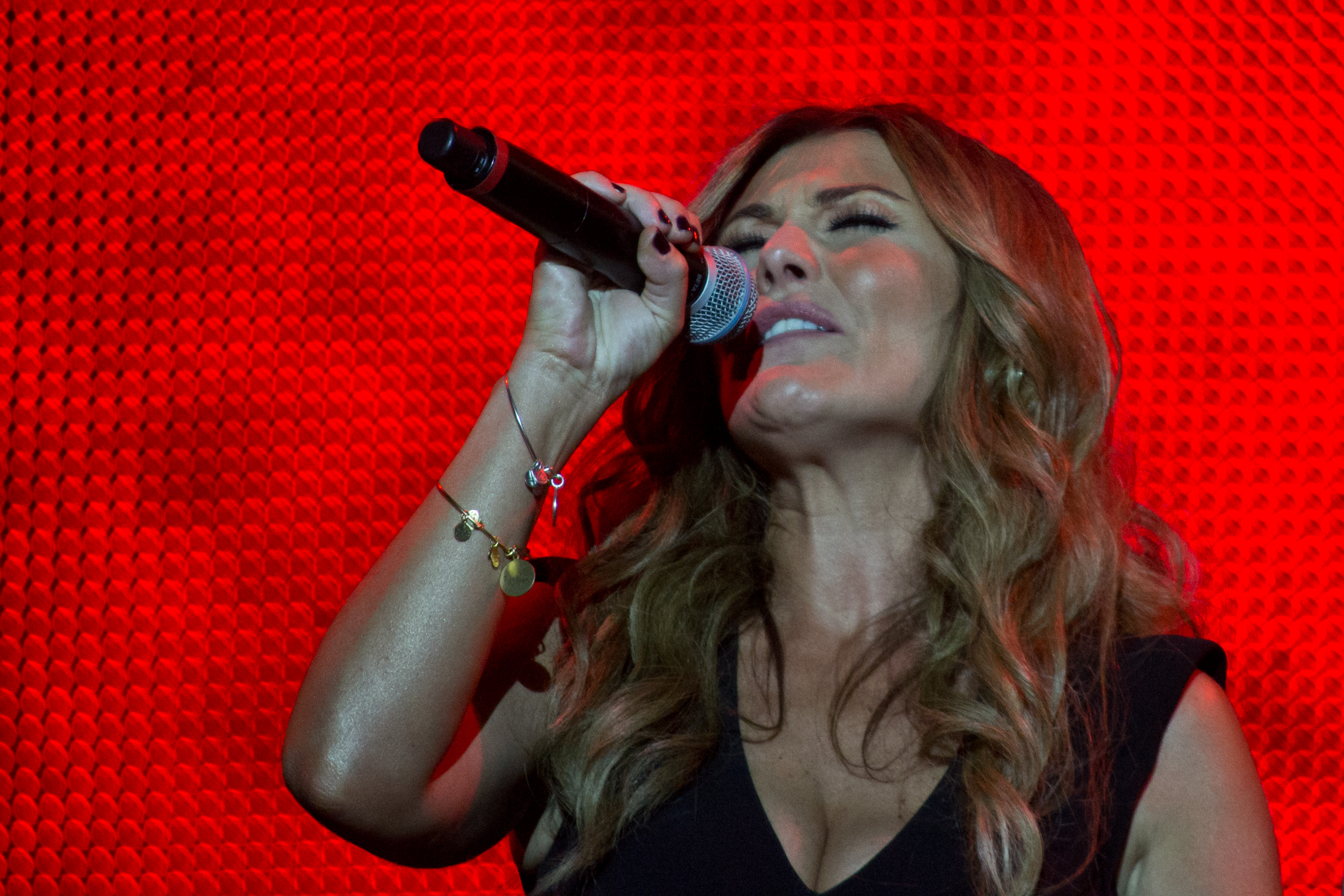
Amaia Montero

Amaia Montero Saldías (Irun, 26 augustus 1976) is een Spaans zangeres.

## Loopbaan
Montero was van 1999 tot 2007 de zangeres van de popgroep La Oreja de Van Gogh. De groep werd in 1996 opgericht. Amaia Montero studeerde scheikunde, waar ze de andere leden van La Oreja ontmoette.
Nadat ze de band verliet, startte ze een solocarrière. Haar eerste solo-album getiteld Amaia Montero werd gelanceerd op 18 november 2008 en ging naar de eerste plaats in de Spaanse hitlijsten in de eerste week. Het album bevat elf nummers gecomponeerd door Amaia zelf. Het nummer "Tulipan" is opgedragen aan de bandleden van La Oreja de Van Gogh en het nummer "407" is opgedragen aan haar vader. Haar moeder verschijnt in de videoclip van de single "Te voy a decir una cosa"
De eerste single van het album "Quiero Ser" klom naar de nummer 1-positie op de Spaanse radiohitlijsten waar deze 13 weken achtereenvolgens heeft gestaan. Gevolgd door de singles "Ni puedo ni quiero", 4" en "Te voy a decir una cosa"

## Discografie
- Nacidos Para Creer (2018)
  1. Nacidos Para Creer
  2. Mi Buenos Aires
  3. Revolución
  4. Ave fénix
  5. Vistas al mar
  6. pr ti
  7. La boca del lobo
  8. Final feliz
  9. Me equivoqué
  10. La enredadera
- Si Dios Quiere Yo También (2014)
  1. Palabras
  2. Darte mi vida
  3. Fuiste algo importante
  4. Todo corazón
  5. Cuando canto
  6. Inevitable
  7. Im-possible
  8. Yo a ti también
  9. Los abrazos rotos
  10. Contigo no me voy
- Amaia Montero 2 (2011)
  1. Cuestion de suerte
  2. Caminado
  3. Donde estabas
  4. Tu miranda
  5. Sabes
  6. Noviembre
  7. Hasta siempre compañero
  8. Perdoname
  9. Una sola vez
  10. Entre ty y yo
  11. A tu lado
- Amaia Montero  (2008)

1. Quiero ser
2. Mirando al mar
3. 4"
4. 407
5. Tulipán
6. Ni puedo ni quiero
7. Te falta rock
8. Círculos
9. La bahía del silencio
10. Te voy a decir una cosa
11. Por toda una vida

## Duetten
- Tiziano Ferro- El Regalo Más Grande
- Miguel Bosé - Sevilla
- Álex Ubago - Sin miedo a nada
- El Canto del Loco - Puede ser
- José Luis Perales - ¿Por qué te vas?
- Ramsey Ferrero - Me quedas tú
- Mikel Erentxun - Ahora sé que estás
- José Alfonso Lorca - El último Quijote
- Eros Ramazzotti - Está pasando Noviembre

- Biblioteca Nacional de España: XX1551860
- Gemeinsame Normdatei: 1237219744
- International Standard Name Identifier: 0000 0000 6007 1899
- Library of Congress Control Number: no2009053373
- MusicBrainz: 8a6e0f33-8a0e-410e-8f41-7f31d3f5640f
- Istituto Centrale per il Catalogo Unico: DDSV192611
- Virtual International Authority File: 87279422
- WorldCat: E39PBJpPG67k9G7Vbrkq8t4Dv3